# Национална библиотека на Беларус
Националната библиотека на Беларус (на беларуски: Нацыянальная бібліятэка Беларусі, на руски: Национальная библиотека Беларуси) е най-голямата библиотека в Република Беларус.
Разположена е в столицата Минск. В нея се помещава най-голямата колекция от беларуски печатни материали и третата по големина колекция от книги на руски език след Руската държавна библиотека (Москва) и Руската национална библиотека (Санкт Петербург).

## Сграда
Изграждането на новата сграда започва през ноември 2002 г. и завършва през януари 2006 г. Основният архитектурен компонент на библиотеката има формата на ромбикубоктаедър. Височината на сградата е 73,6 метра, а теглото е 115 000 тона (без книгите). Сградата е на 23 етажа. Националната библиотека може да побере около 2000 читатели и разполага с конферентна зала с 500 места. Новата сграда на библиотеката е проектирана от архитектите Михаил Виноградов и Виктор Крамаренко и е открита на 16 юни 2006 г.
Националната библиотека на Беларус е основният информационен и културен център на страната. Депозитарните му колекции включват около 10 милиона предмета от различни носители. През 1993 г. Националната библиотека на Беларус започва да създава свои собствени електронни информационни ресурси. Той генерира колекция от библиографски, фактически графични, пълнотекстови, графични, звукови и езикови бази данни, които включват повече от 2 милиона записа. Обхватът на базите данни е доста широк: хуманитарни и социални науки, история, изкуство и култура на Беларус. Потребителите на библиотеки имат достъп и до бази данни на други библиотеки и академични институции, включително чуждестранни. Библиотечното обслужване е много търсено. Библиотеката доставя около 12 000 документа дневно.